# Селец (Лидский район)
Селец (бел. Сялец) — деревня в Лидском районе Гродненской области Беларуси. Входит в состав Гончарского сельсовета. Расположена в 34 км от города Лиды, в 132 км от Гродно. Население — 215 человек (2015). В деревне расположена железнодорожная станция Неман на линии Лида – Барановичи.

## География
Деревня расположена на берегу реки Неман. Рядом участки леса.

## История
Впервые упоминается в 1525 году в составе Лидского повета Новогрудского воеводства Великого княжества Литовского как часть имения Ю. М. Радзивилла.
После третьего раздела Речи Посполитой 1795 года в составе Российской империи.
В 1861 году деревня и центр сельского общества в Гончарской волости Лидского уезда Виленской губернии. Во владениях князя Витгенштейна.
В 1885 году в деревне работали винокуренный завод, корчма, школа грамоты. В 1897 году — железнодорожная и почтовая станция, хлебозапасный магазин, школа.
В сентябре 1915 года во время Первой мировой войны была оккупирована германскими войсками. С января 1919 года в составе БССР. С апреля 1919 года захвачена польскими войсками, с июля 1920 года освобождена Красной армией, с сентября 1920 года — снова польскими войсками.
С 1921 года в составе Польши гмины Гончары Лидского повята Новогрудского воеводства. В 1939 году снова в составе БССР.
С 4 декабря 1939 года в составе Барановичской области, с 15 января 1940 года в Лидском районе, с 12 октября 1940 года в Неманском сельсовете.
C конца июня 1941 года по середину июля 1944 года была оккупирована немецко-фашистскими войсками. 23 июля 1941 года фашисты расстреляли 50 жителей деревни.
С 20 сентября 1944 в составе Гродненской области. С 16 июля 1954 года в Гончарском сельсовете.
В 1992 году работали магазин, комплексный приёмный пункт, механическая мастерская, ферма крупного рогатого скота, в составе колхоза имени Чкалова. В 2004 году в составе частного унитарного агропредприятия «Гончары». В 2012 году в составе коммунального сельскохозяйственного унитарного предприятия «Белица-Агро».
Газифицирована.

## Население
В сведениях о помещичьих имениях 1860 года в данных об имении Селец Витгенштейна указаны 442 мужчины:
Дворов или отдельных усадеб
Издельных: 45. Оброчных: 6. Состоящие на оброке или барщине: 49. Огородников и мастеровых: 6. Всего: 110 лесных сторожей 4 двора..
В списке населённых мест Виленской губернии 1905 года указаны 26 жителей станции Неман, 26 жителей имения Селец князя Витгенштейна, 7 жителей фольварка Селец князя Трубецкого, 397 жителей деревни Селец:
Неман, ст. (По ст. ж. д. ), р. Неман, жит. 26 (12 м. 14 ж.), дес. 29, у. гор. 26 в., вол. пр. 8 в., ст. кв. 26 в.

Селец, им. (Кн. Витгенштейна), р. Неман жит. 26 (15 м. 11 ж.), дес. 878, у. гор. 26 в., вол. пр. 7 в., ст. кв., 26 в., при ж. д. ст. Неман.

Селец, ф. (Кн. Трубецкой), р. Неман, жит. 7 (4 м. 3 ж.), дес. 517, раз. см. пред.

Селец, д. р. Неман, жит. 397 (206 м. 191 ж.), дес. 486, раз. см. пред.
В результатах переписи населения в Белоруссии 2009 года указана численность населения деревни Селец 247 человек
Население деревни на 2015 год составляло 215 человек.
| 1861 | 1897  | 1908  | 1921  | 1940  | 1960  | 1992  | 2004  | 2009  | 2012  | 2015  |
| ---- | ----- | ----- | ----- | ----- | ----- | ----- | ----- | ----- | ----- | ----- |
| 376  | ▼ 350 | ▼ 327 | ▼ 308 | ▲ 624 | ▲ 663 | ▼ 380 | ▼ 273 | ▼ 247 | ▼ 233 | ▼ 215 |

В списке населённых пунктов Республики Беларусь из государственного земельного кадастра 2021 года указана численность населения деревни Селец 193 человека.

## Инфраструктура
Имеется магазин, отделение связи, церковь.

## Галерея
- Братская могила жителей деревни, расстрелянных в 1941 году. Находится в лесу в 1 км на северо-восток от деревни[5].
- Станция «Неман»